# Headington School
Headington School é uma escola independente para garotas localizada em Oxford, Inglaterra. Foi fundada por um grupo de evangélicos cristãos em 1915. A instituição oferece educação desde o ensino infantil até o ensino médio (de 3 a 18 anos). A escola é conhecida por seu excelente desempenho acadêmico, infraestrutura moderna, além de seu forte enfoque em artes, música, esportes e desenvolvimento pessoal.
Além da educação acadêmica, Headington também proporciona um ambiente enriquecedor para o desenvolvimento extracurricular, com diversas atividades voltadas para esportes, teatro e tecnologia. A escola é famosa por suas ex-alunas bem-sucedidas, que se destacam em áreas como ciência, arte, e política.

A instituição ainda oferece opções de internato, o que atrai estudantes de diversas partes do mundo.